# R.550 (ミサイル)
R.550は、フランス、マトラ社製の短距離空対空ミサイル。アメリカ製のサイドワインダーと競合するミサイルであり、原型のマジックと、改良型のマジック2に分けられる。

## 概要
1968年より開発が開始され、1972年1月11日にグロスター ミーティアよりCT20 ターゲットドローンへ発射されたのが最初の発射となった。1976年に量産が開始され、ミラージュIII、ミラージュF1、F-8E(FN)、シュペルエタンダールといったフランス空軍・海軍の航空機に装備され、7,000発以上が生産された。AD3601型シーカーを搭載しているが、これは、窒素によるジュール＝トムソン効果を利用した冷却措置を導入している。
1970年代末より改良型のマジック2が開発され、1985年に完成。新型のAD3633型シーカーの導入により、オールアスペクト性が向上し、標的の向きを問わず運用することが可能となったほか、射程も延長された。
R550は、南アフリカ、アルゼンチン、イラク、クウェートなど各国で用いられ、数多くの戦果を上げている。現在、ラファールに至るまでのフランス製戦闘機に留まらずF-16、J-7、MiG-21、MiG-23など15機種による運用が可能で、18ヶ国で使用中であるが、フランスではMICA IRにより更新されつつある。
サイドワインダーとの外観上の差異は、翼の数（R.550は12枚（前方に8枚）であり、マジックとマジック2は、半透明の先端部を持つ物がマジック、不透明の物がマジック2であることにより識別できる。また、1995年からは、精度、機動性を向上し、最大射程を20kmに延伸した改良型のマジック2Mk.Ⅱの実用配備が開始されている。

## 採用国
- アルゼンチン
- エジプト

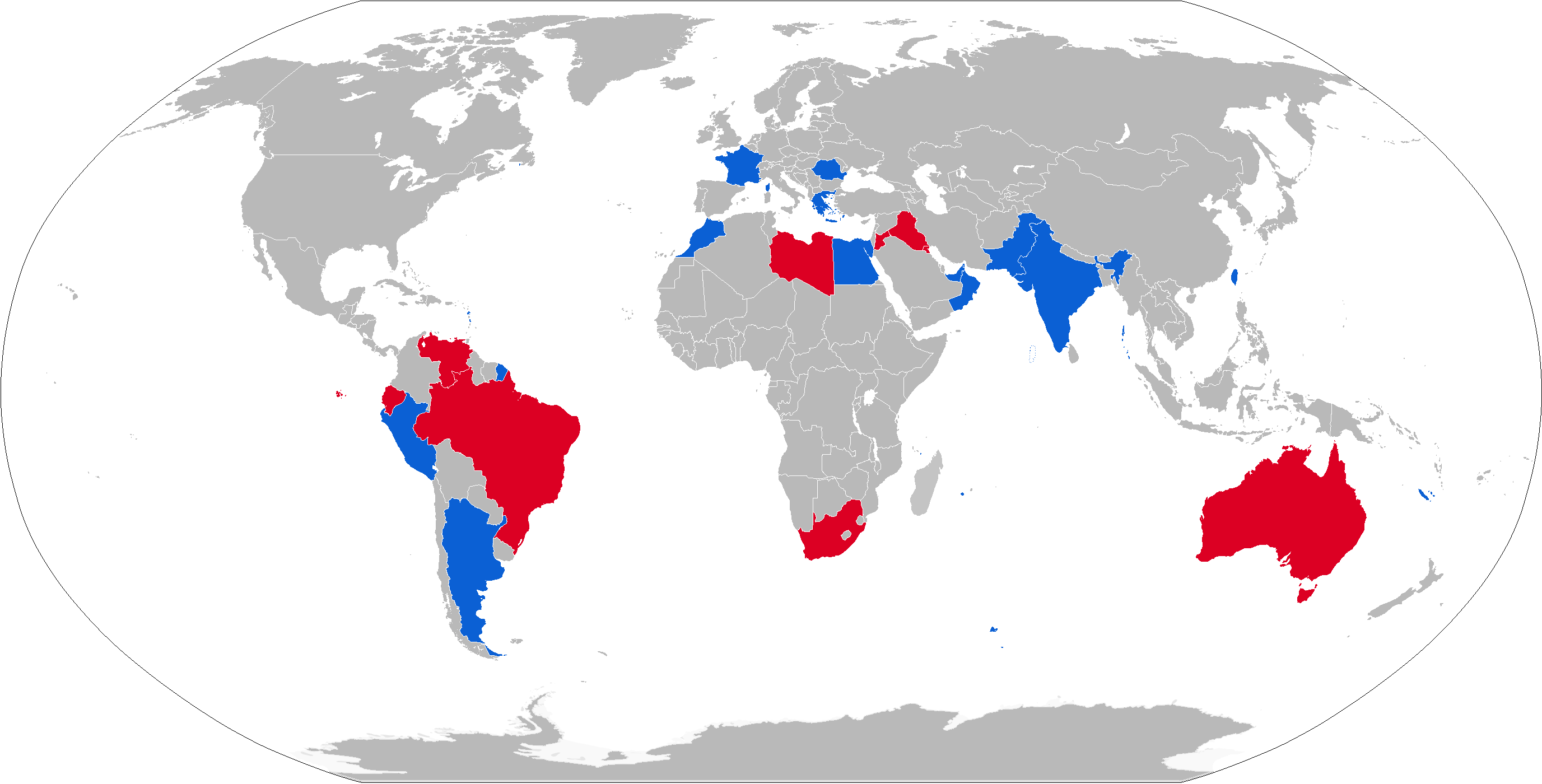
青は運用国、赤は退役国

- フランス - 2024年時点で、フランス航空宇宙軍がマジック2を保有[1]。
- ギリシャ - 2024年時点で、ギリシャ空軍がマジック2を保有[2]。
- インド - 2024年時点で、インド空軍がマジックを保有[3]。
- ヨルダン
- リビア
- モロッコ - 2024年時点で、モロッコ空軍がマジックを保有[4]。
- オマーン
- パキスタン
- カタール - 2023年時点で、カタール空軍がマジック2を保有[5]。
- ルーマニア
- ペルー
- 中華民国（台湾）
- アラブ首長国連邦

### 退役国
- オーストラリア
- ブラジル
- エクアドル
- イラク
- クウェート
- 南アフリカ共和国[6][7]
- ベネズエラ